# Wrenn Peak
Der Wrenn Peak ist ein 1750 m hoher Berg im ostantarktischen Viktorialand. In der Olympus Range ragt er zwischen den Kopfenden des Sandy Glacier und des Enyo-Gletschers auf.
Das Advisory Committee on Antarctic Names benannte ihn 2004 nach dem US-amerikanischen Geologen John H. Wrenn von der Northern Illinois University, der zwischen 1973 und 1974 am Bohrprojekt in den Antarktischen Trockentälern beteiligt war.